# Clemens Botho Goldbach

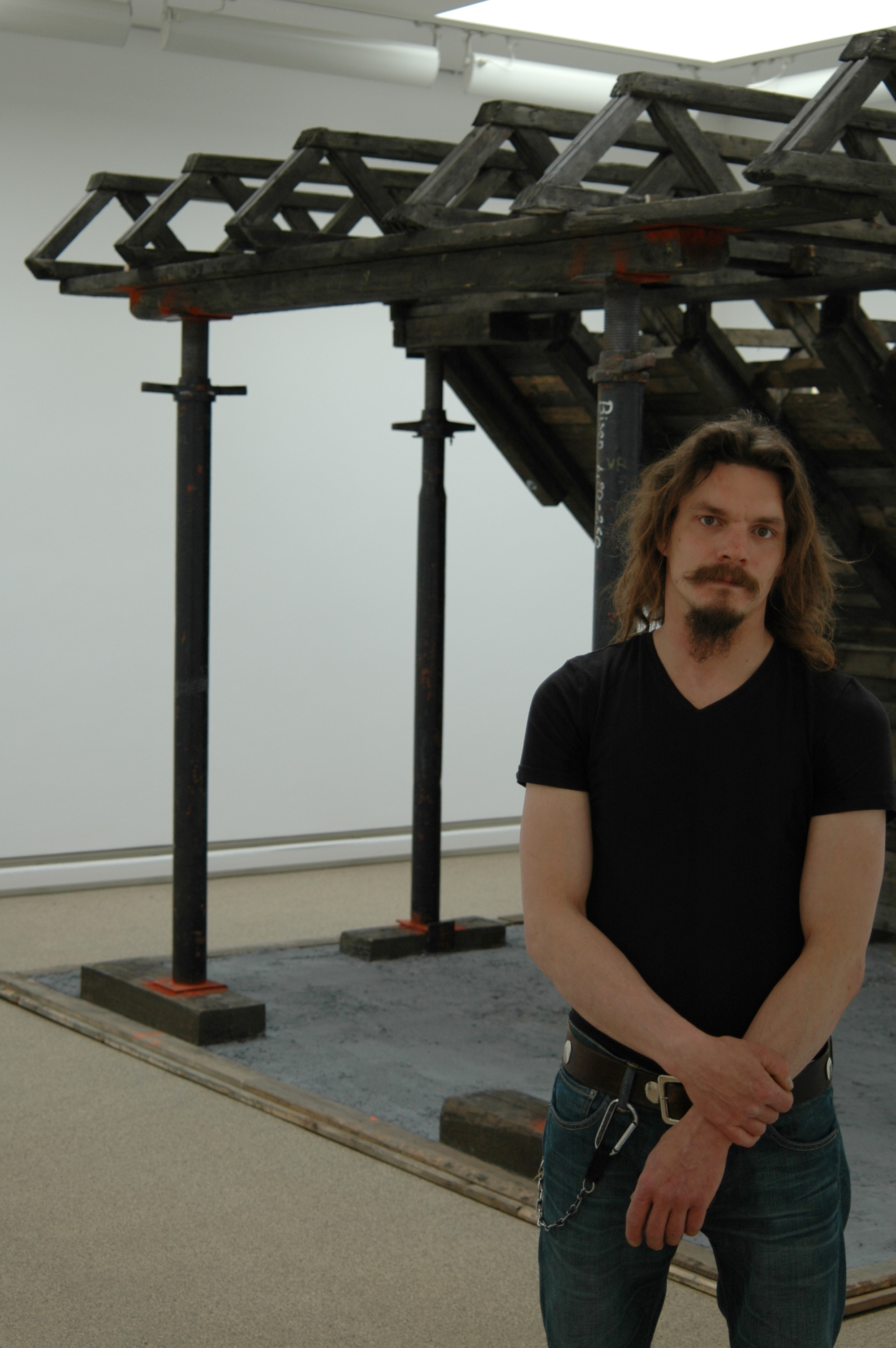
Clemens Botho Goldbach, 2018

Clemens Botho Goldbach (* 1979 in Köln) ist ein deutscher Bildhauer und Installationskünstler. Er lebt und arbeitet in Düsseldorf.

## Leben
Goldbach, jüngerer Bruder des Fotokünstlers Philipp Goldbach (* 1978), studierte in den Jahren 2000 bis 2006 Kunst an der Kunstakademie Münster. 2004 wurde er dort Meisterschüler bei Gunther Keusen. 2006 wurde er Meisterschüler von Daniele Buetti. Im November 2006 erwarb er in Münster das Diplom im Fach „Freie Kunst“. Seit 2007 ist er als freischaffender Künstler tätig. Einen Lehrauftrag hatte er in den Jahren 2016 bis 2018 an der Kunstakademie Düsseldorf.
Goldbach Werk ist gekennzeichnet durch eine Auseinandersetzung mit den Themen Architektur und Ruine, Bauwerk und Baukörper. Unter Berücksichtigung örtlicher Gegebenheiten schafft er aus gesammelten Baumaterialien Installationen, die verschiedenen Aspekten der Architekturgeschichte und der Rezeptionsästhetik von Bauwerken und Architekturmotiven nachgehen, etwa ab 2012 auch der Geschichte und Wahrnehmung von Architekturdarstellungen auf Eurobanknoten und 2021 der Gnadenkapelle von Kevelaer.

## Förderungen und Auszeichnungen
- 2007: Anerkennungspreis zum Förderpreis der Gesellschaft zur Förderung der westfälischen Kulturarbeit
- 2008: Stipendium Schloss Ringenberg
- 2009: Thales-Förderpreis (Nordwestkunst), Kunsthalle Wilhelmshaven
- 2011: Förderpreis der Großen Kunstausstellung NRW Düsseldorf
- 2012: 4. Artgrant-Kunstpreis, Nachwuchsförderung der Kunststiftung NRW
- 2013: Förderpreis der Gesellschaft zur Förderung der westfälischen Kulturarbeit
- 2020: „Heitland Honneur“ der Heitland Foundation

## Ausstellungen

### Einzelausstellungen
- 2020: system.invest., MMIII Kunstverein Mönchengladbach
- 2019: EURuin eXit light, Kunstraum Fuhrwerkswaage, Köln
- 2019: EURuin 200 EUR, Einraumhaus c/o, Mannheim
- 2018: EURuin – Die Eurogruppe, Cuxhavener Kunstverein
- 2018: cbg – 10 qm, Kunstprojekt im öffentlichen Raum, Köln
- 2015: EURuin, Kunstverein für den Rhein-Sieg-Kreis, Pumpwerk Siegburg
- 2015: H.B.T., Galerie Januar, Bochum
- 2012: Vitrine/Rotunde, Künstlerverein Malkasten, Hentrichhaus, Düsseldorf
- 2012: D.O.M., Galeriehaus ads 1a, Köln
- 2010: KV_WF 1:15, Kunstverein Wolfenbüttel
- 2009: HOLZWEG, Brühler Kunstverein und Hagenring, Hagen
- 2008: unterholz, Natascha Mehlhop Gallery, Brüssel
- 2005: monologen, Cuba Cultur, Münster

### Gruppenausstellungen
- 2020: Skulpturenprojekt Hardt 9, Botanischer Garten Wuppertal
- 2020: Kunst Honig – Von Beuten, Skulpturen und Vorstadtgärten, Kunstraum Fuhrwerkswaage, Köln
- 2020: Curated by Kai Richter, Sebastian Fath Contemporary, Mannheim
- 2019: Engramma – San Giorgio. Clemens Botho Goldbach – Daniele Franzella. Verein Düsseldorf Palermo, Palermo
- 2019: Raum + Objekt Teil XV, Kunstverein Gelsenkirchen
- 2018: aus neu mach alt. HistoRetroshabbyIsmus, Museumsberg Flensburg
- 2018: Le grand monnaye – 8e biennale internationale d’art contemporain de Melle, Melle, Frankreich
- 2018: Kunst & Kohle, RuhrKunstMuseen, Märkisches Museum Witten
- 2017: Ruinen der Gegenwart / Contemporary Ruins, KAI 10 I Arthena Foundation, Düsseldorf, KINDL – Zentrum für zeitgenössische Kunst, Berlin
- 2017: against representation, Kunsthaus NRW, Aachen-Kornelimünster
- 2015: Erratische Blöcke, Künstler-Gut Loitz, Loitz an der Peene
- 2015: 15 Jahre Preis der Nordwestkunst, Kunsthalle Wilhelmshaven
- 2015: Stephan Baumkötter – Clemens Botho Goldbach, Spam-Contemporary, Düsseldorf
- 2015: Große Kunstausstellung NRW Düsseldorf, Museum Kunstpalast, Düsseldorf
- 2014: DMZ Art Festival, International Outdoor Art Exhibition, UN forces crematorium, Korea DMZ Peace Garden, Otter Research Center, Südkorea
- 2014: Menschen, Tiere und Kanonen – Vom Leben der Vereine, Kunsthalle Rostock
- 2014: Carl 1/2 Gustavs Park: Niche and Plateau, Waldpark, Zeche Carl, Wilhelm-Nieswandt Allee 100, Essen
- 2014: Unter einer Decke, ehemaliges Bettengeschäft, Stepgesstraße 26, Mönchengladbach
- 2013: GWK-Förderpreise 2013, Kunstverein Arnsberg, Kloster Wedinghausen, Arnsberg
- 2013: Gangwon Environmental Installation Art Exhibition, Gangwon, Südkorea
- 2012: boesner art award – Die Ausstellung, Märkisches Museum Witten
- 2012: KUNSTfindetSTADT, Kunstprojekt im Stadtraum von Wolfenbüttel, Kunstverein Wolfenbüttel
- 2012: Botho-Graef-Kunstpreis der Stadt Jena 2012, Präsentation der Entwürfe und Modelle (2. Wettbewerbsphase), Villa Rosenthal, Jena
- 2012: Peeneaale 2012 – Vereinte Vereine, Kunstverein Loitz, Loitz
- 2012: Gebr. Goldbach: Philipp und Clemens B. Goldbach, Kunsthalle Bremerhaven, Bremerhaven
- 2012: Große Kunstausstellung NRW Düsseldorf, Museum Kunstpalast, Düsseldorf
- 2011: Große Kunstausstellung NRW Düsseldorf, Museum Kunstpalast, Düsseldorf
- 2010: Preisträgerausstellung Nordwestkunst 2009, Kunsthalle Wilhelmshaven, Wilhelmshaven
- 2010: update – Die Welt als Modell, Montag Stiftung Bildende Kunst, Bonn
- 2010: Der Blitz schlägt nie zweimal am selben Ort ein, Temporary Gallery Cologne, Köln
- 2009: Nordwestkunst 2009 – Die Nominierten, Kunsthalle Wilhelmshaven, Wilhelmshaven
- 2009: Claims 3 – pretty hill, Kaliberg Empelde, Hannover
- 2008: Space Quest II, Projektraum Ringel-Garage, Düsseldorf
- 2008: Ausstellung der Stipendiaten 2008, Schloss Ringenberg, Hamminkeln
- 2008: an einem Wochenende im September, Schwerinstraße 42, Düsseldorf
- 2008: Space Quest, TAPE, Arnheim, Niederlande
- 2008: Menetekel: Gregor Gleiwitz – Clemens Botho Goldbach, Simultanhalle – Raum für zeitgenössische Kunst, Köln
- 2007: Linien.Laub  –  GWK-Förderpreis 2007, Skulpturenmuseum Glaskasten, Marl
- 2007: Second to win, first to loose. Die Kunstakademie Münster stellt sich vor: Klasse Daniele Buetti, Wewerka-Pavillon, Münster
- 2007: Liebe.Freiheit.Alles. Die Klasse Prof. Daniele Buetti im Kunsthaus Essen, Kunsthaus Essen, Essen
- 2007: Große Kunstausstellung NRW Düsseldorf, Museum Kunstpalast, Düsseldorf
- 2006: Open Call – Förderpreis 2006, Westfälischer Kunstverein, Münster
- 2006: Primera Bienal de Performance – DEFORMES Santiago de Chile 2006 – el cuerpo el otro, Santiago de Chile, Chile
- 2006: Artconcept – International Festival, St. Petersburg, Russland
- 2006: VI International Festival of Experimental Art, Manege, St. Petersburg, Russland
- 2006: hafenlichtspiele, Medienhafen (Ueckerplatz), Düsseldorf
- 2006: Film Sharing – Bauhaus Universität Weimar: No Budget Video + Film Festival, Weimar
- 2005: Große Kunstausstellung NRW Düsseldorf, Messe Düsseldorf (Halle 8), Düsseldorf
- 2005: Kunst spricht – Nacht der Museen und Galerien, Cuba-Cultur, Münster
- 2005: mex – intermediale und experimentelle Musikprojekte, Künstlerhaus Dortmund, Dortmund
- 2004: Große Kunstausstellung NRW Düsseldorf, Museum Kunstpalast, Düsseldorf
- 2004: Freundschaftsspiel – Die Kunstakademie Münster in Istanbul, Dolmabahçe-Palast, Istanbul, Türkei
- 2004: 1:1 gleich=raum gleich=zeit, Manege, St. Petersburg, Russland, Stadthafen I, Osmohalle 3a, Münster
- 2004: Lesung – Berufsbilder, Kunstakademie Münster, Münster
- 2003: Art & Media, Bennohaus, Münster
- 2003: Erhaltet den Hawerkamp, Triptychon, Münster
- 2002: Zeit. Forum zeitgenössischer Kunst V, Bielefelder Kunstverein, Museum Waldhof, Bielefeld
- 2002: Junge Kunst im Fokus. Der Bielefelder Kunstverein als temporäres Atelier. Die Klasse Prof. Gunther Keusen, Kunstakademie Münster: Die milde Verlobung, Bielefelder Kunstverein, Museum Waldhof, Bielefeld